# Дудек, Паулина
Паулина Дудек (пол. Paulina Dudek; род. 16 июня 1997, Гожув-Велькопольски) — польская футболистка, центральный защитник французского клуба «Пари Сен-Жермен» и национальной сборной Польши.

## Клубная карьера
Дудек родом из города Слубице, находящийся примерно в восьмидесяти километрах от Гожув-Велькопольского. На юношеском уровне сначала выступала за «Полонию» (Слубице), а затем переехала в Гожув и выступала за «Стилон» (Гожув). С 2012 по 2014 года выступала за основную команду «Стилона». Затем представляла цвета клуба «Медик», с которым дважды подряд оформила золотой дубль, выиграв национальные чемпионат и кубок в сезонах 2014/2015 и 2015/2016. В составе команды из Конина сыграла свои первые матчи в Лиге чемпионов.
31 января 2018 года подписала контракт на 2,5 года с французским клубом «Пари Сен-Жермен». В ПСЖ её перевели в центр защиты. В первом сезоне она выиграла Кубок Франции, но в финале не сыграла. В первые месяцы испытывала проблемы со здоровьем, но со следующего сезона стала основным игроком парижской команды в центре защиты, вместе с Ирене Паредес. В конце 2021 года она продлила контракт с клубом до 2024 года.

## Карьера за сборную
На чемпионате Европы (до 17 лет), проходившем в 2013 году, вместе со сборной Польши завоевала золотую медаль.
За национальную сборную Польши дебютировала 8 мая 2014 года в победном гостевом квалификационном матче на чемпионат мира 2015 против Фарерских островов (3:0). Затем принимала участие в отборочных турнирах на чемпионат Европы 2017 года, чемпионат мира 2019 года и чемпионат Европы 2022 года. Она также участвовала в Кубке Алгарве 2019 года.

## Личная жизнь
Родители Дудек были спортсменами. У Паулины есть две сестры: Юстина и Азия.

## Статистика

### Международная
| Сборная | Год  | Матчи | Голы |
| ------- | ---- | ----- | ---- |
| Польша  | 2014 | 7     | 0    |
| Польша  | 2015 | 2     | 0    |
| Польша  | 2016 | 5     | 0    |
| Польша  | 2017 | 8     | 2    |
| Польша  | 2018 | 5     | 0    |
| Польша  | 2019 | 3     | 1    |
| Польша  | 2020 | 6     | 1    |
| Польша  | 2021 | 8     | 1    |
| Польша  | 2022 | 6     | 2    |
| Польша  | 2023 | 0     | 0    |
| Польша  | 2024 | 3     | 0    |
| Польша  | 2025 | 4     | 0    |
| Итог    | Итог | 57    | 7    |

### Голы за сборную
| № | Дата            | Место                                | Соперник          | Счёт | Результат | Турнир                  |
| - | --------------- | ------------------------------------ | ----------------- | ---- | --------- | ----------------------- |
| 1 | 12 июня 2017    | Городской стадион, Ломжа, Польша     | Литва             | 2:0  | 5:0       | Товарищеский матч       |
| 1 | 12 июня 2017    | Городской стадион, Оструда, Польша   | Греция            | 1:0  | 3:0       | Товарищеский матч       |
| 3 | 1 марта 2019    | Городской стадион, Лагуш, Португалия | Испания           | 1:0  | 3:0       | Кубок Алгарве 2019      |
| 4 | 27 октября 2020 | Зимбру, Кишинёв, Молдова             | Молдова           | 1:0  | 3:0       | Квалификация на ЧЕ 2022 |
| 5 | 26 октября 2021 | Городской стадион, Тыхы, Польша      | Албания           | 1:0  | 2:0       | Квалификация на ЧМ 2023 |
| 6 | 16 февраля 2022 | Ла-Манга, Ла-Манга, Испания          | Ирландия          | 1:0  | 1:2       | Кубок Пинатар 2022      |
| 7 | 6 сентября 2022 | Арена Люблин, Люблин, Польша         | Республика Косово | 1:0  | 7:0       | Квалификация на ЧМ 2023 |

## Достижения

### Клубные

#### «Медик»
- Чемпионка Польши[англ.]: 2014/15, 2015/16, 2016/17
- Обладательница Кубка Польши[англ.]: 2014/15, 2015/16, 2016/17

#### «Пари Сен-Жермен»
- Чемпионка Франции: 2020/21[англ.]
- Обладательница Кубка Франции: 2017/18, 2021/22

### Международные
- Чемпионка Европы (до 17): 2013

### Индивидуальные
- Футболистка года в Польше: 2020, 2021
- Включена в команду сезона Чемпионата Франции: 2021/22[англ.]